# Farkas Bolyai
Farkas Bolyai, (känd som Wolfgang Bolyai i Tyskland) född den 9 februari 1775, död den 20 november 1856, var en ungersk matematiker.
Bolyai var studiekamrat och ungdomsvän till Carl Friedrich Gauss i Göttingen och är mest bekant genom sin vetenskapliga brevväxling med honom. Bolyai ägnade en stor del av sin tid till undersökningar av geometrins grunder. Hans arbete Tentamen juventutem studiosam in elementa matheseos puræ introducendi (1832–33) har blivit ryktbart huvudsakligen genom det "Appendix", som hans son, János Bolyai fogade till detsamma (1832).
Asteroiden 1441 Bolyai är uppkalad efter honom.